# Linn Creek (Missouri)
Linn Creek – miasto w Stanach Zjednoczonych, w stanie Missouri, w hrabstwie Camden.